# Doleschallia malabarica
Doleschallia malabarica är en fjärilsart som beskrevs av Hans Fruhstorfer 1899. Doleschallia malabarica ingår i släktet Doleschallia och familjen praktfjärilar. Inga underarter finns listade i Catalogue of Life.